# Polyommatus yanagawensis
Polyommatus yanagawensis är en fjärilsart som beskrevs av Hori 1923. Polyommatus yanagawensis ingår i släktet Polyommatus och familjen juvelvingar. Inga underarter finns listade i Catalogue of Life.